# Jumellea francoisii
Jumellea francoisii är en orkidéart som beskrevs av Rudolf Schlechter. Jumellea francoisii ingår i släktet Jumellea och familjen orkidéer. Inga underarter finns listade i Catalogue of Life.